# Carlos Hevia

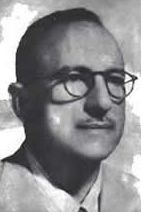

Carlos Hevia y Reyes-Gavilan (Havana, 21 de março de 1900 - Flórida, 2 de abril de 1964) foi presidente de Cuba por apenas três dias. Na terceira semana de 1934, Hevia foi presidente das 17:00h na segunda-feira, 15 de janeiro, até às 01h20 na quinta-feira, 18 de janeiro. O líder da junta cubana, Fulgencio Batista, havia obtido a renúncia do antecessor de Hevia, Ramón Grau. Entretanto, a escolha de Hevia foi impopular entre os militares, e na quarta, o novo presidente foi "convidado" a demitir-se. Ele foi substituído por Manuel Márquez Sterling.